# Stosunki amerykańsko-kubańskie

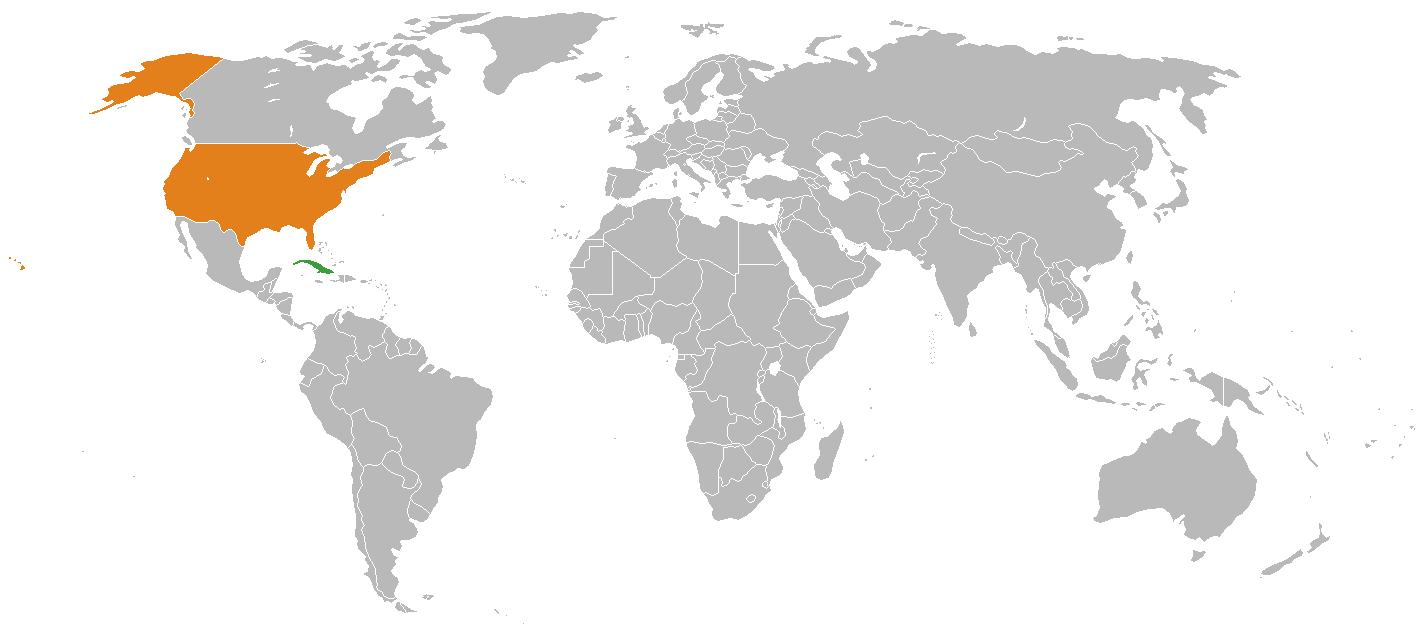
Stany Zjednoczone i Kuba

Początki stosunków Stanów Zjednoczonych i Kuby datowane są na XIX wiek, kiedy Kuba była jeszcze hiszpańską kolonią. Były to przede wszystkim więzi gospodarcze, które z czasem coraz bardziej się umacniały, doprowadzając do 82% eksportu Kuby do Stanów Zjednoczonych w 1877 roku.

## Stosunki dyplomatyczne
3 stycznia 1961 roku rząd Dwighta Eisenhowera zerwał stosunki dyplomatyczne z Kubą. 17 grudnia 2014 przywódcy obu państw, Barack Obama i Raul Castro, w jednoczesnych przemówieniach telewizyjnych ogłosili ponowienie wzajemnych kontaktów. Ponownemu nawiązaniu stosunków dyplomatycznych towarzyszyły inne wspólnie podjęte działania, np.: uwolnienie więźniów politycznych (szpiegów) oraz ułatwienie podróżowania między oboma krajami. Obie strony podkreśliły ważną rolę papieża Franciszka we wznowieniu wzajemnych relacji.
11 kwietnia 2015 Barack Obama i Raúl Castro spotkali się w Panamie. Spotkanie obu przywódców było określane „historycznym”.